# Ondřej ze Všechrom
Ondřej ze Všechrom (? – 1277) byl český šlechtic z rodu pozdějších pánů z Říčan, stolník, komorník a pravděpodobný zakladatel hradu Říčany.

## Život
Ondřej ze Všechrom se v mladém věku společně se svými bratry Divišem a Slávkem patrně účastnil povstání Přemysla Otakara II. proti Václavu I. Roku 1253 se stal královským stolníkem. Roku 1260 jej v úřadu stolníka vystřídal jeho bratr Diviš a Ondřej se stal královým komorníkem. Na sklonku života patřil patrně mezi deset purkrabích Pražského hradu. Ondřej zemřel na počátku roku 1277.

## Rodové vazby
Otcem Ondřeje a jeho bratrů Diviše a Slávka byl Petr ze Všechrom. Sestra bratrů byla patrně manželkou Jaroše z Pušperka. Ondřejův syn Vlk ze Všechrom byl purkrabím v Litoměřicích, Ondřejův synovec (syn Diviše) byl Oldřich z Říčan, pozdější zemský sudí.

## Otázka založení hradu v Říčanech
Ondřejovými jedinými doloženými sídly byly dvorec ve Všechromech a dvorec v areálu Pražského hradu. Bývá nejčastěji považován za zakladatele říčanského hradu, neboť architektonicky hrad skutečně spadá do doby Přemysla Otakara II. Přímá zpráva o Ondřejovi v souvislosti s Říčany chybí. Zpráva o Ondřejovi „z Říčan“ vztahující se do 70. let 13. století pochází až ze 14. století. Ondřej z Říčan, zmiňovaný roku 1289 ve formulářové sbírce biskupa Tobiáše, byl v minulosti chybně ztotožňován s Ondřejem ze Všechrom.